# Carlos Mané
Carlos Manuel Cardoso Mané (Lisboa, 11 de março de 1994) é um futebolista luso-guineense que atua como ponta-esquerda. Atualmente joga no Kayserispor, clube de futebol turco.

## Carreira

### Sporting e Stuttgart
Estreou na equipe principal do Sporting no dia 10 de outubro de 2013, diante do Vitória de Setúbal.
No dia 31 de agosto de 2016, Carlos Mané foi emprestado ao Stuttgart até junho de 2018, com a opção de compra.

### Olimpíadas de 2016
Ele fez parte do elenco da Seleção Portuguesa nos Jogos Olímpicos de Verão de 2016.

## Títulos
Sporting
- Taça de Portugal: 2014–15,  2018–19
- Supertaça de Portugal: 2015
- Taça da Liga: 2018–19